# Мухасан
Мухасан (англ. Muhasan, араб. موحسن) — поселення в Сирії, що складає численну сирійську арабську общину в нохії Мухасан, яка входить до складу  мінтаки Дайр-ез-Заур у східній сирійській мухафазі Дайр-ез-Заур. Згідно з даними Центральноим бюро статистики Сирії, населення Мухасана за переписом 2004 року становило 9501 чоловік.